# Merlin (電子ゲーム)
Merlin（マーリン）は、1978年にパーカー・ブラザーズによって最初に作られた携帯ゲーム機である。
Merlin The Electronic Wizard（マーリン・電子の魔法使い）としても知られており、MERLINとして様式化された名称も使われている。
日本ではトミーが「ドクタースミス」という名称で販売していた。
このゲーム機は、NASAの元職員であったボブ・ドイル（Bob Doyle）、彼の妻ホリー（Holly）、そして義理の弟であるウェンドル・トミス（Wendl Thomis）によって発明された。
Merlinは、初期かつ最も人気のある携帯ゲーム機の一つとして有名であり、500万台以上が売れ、最も寿命の長いものの一つだけでなく、1980年代を通して人気であり続けた。
このゲーム機の別バージョンが、ミルトン・ブラッドリー・カンパニーによって2004年に再発売された。

## 概要

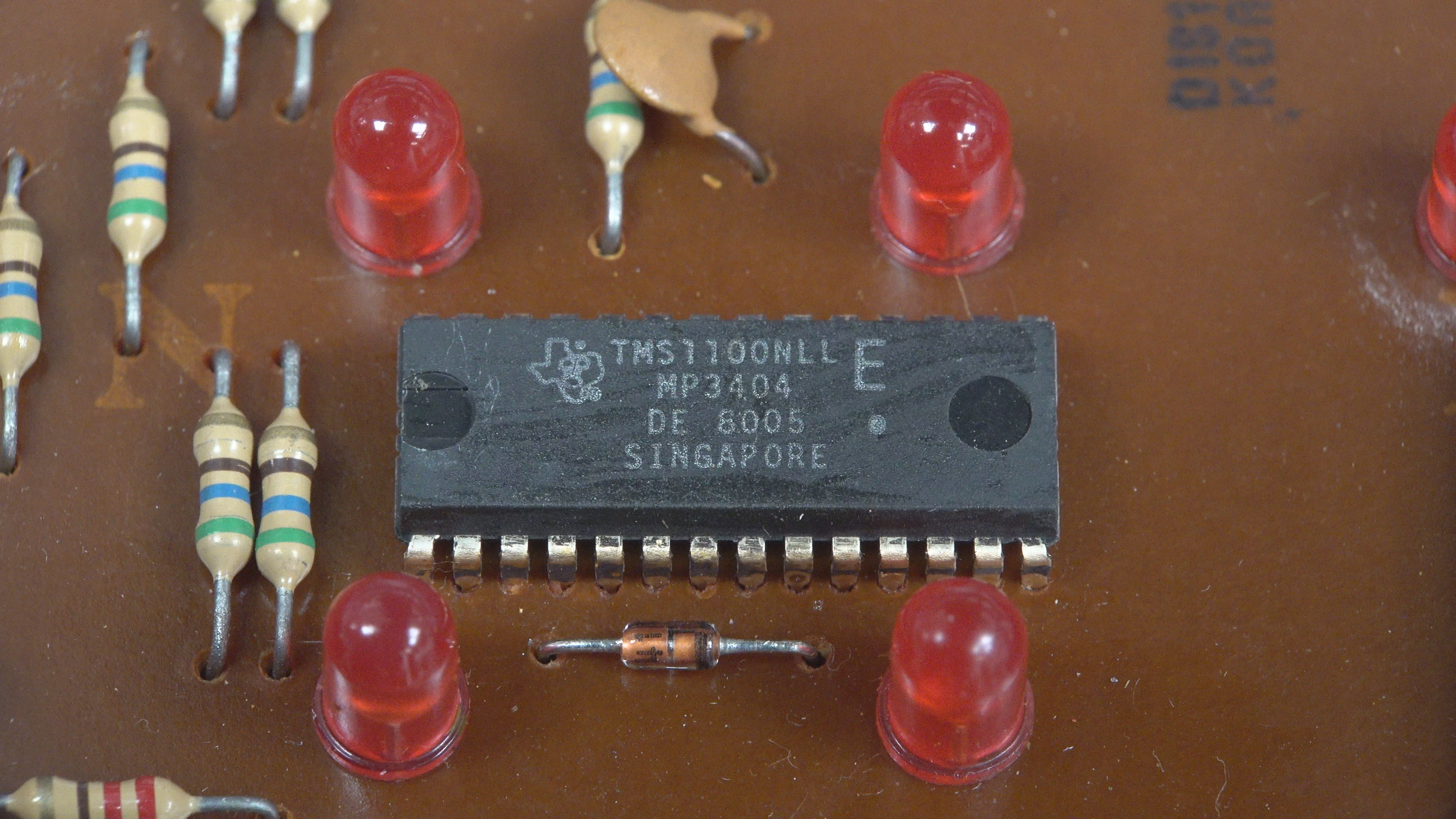
Merlin内部のTMS1100

Merlinは、長方形の形状であり、長さは約9.5インチ、幅は約3インチであった。
ゲームをプレイする箇所は、11個のボタンのマトリックスから構成されており、各ボタンは赤いLEDを内蔵している。
これらのボタンは、点灯あるいは点滅することができる。
ボタンの配列は、赤いプラスチックの筐体に収められており、大きくなりすぎた押しボタン式電話機に少し似ている。
4つのゲーム選択と制御ボタンは、筐体の下部に位置しており、スピーカーは上部を占めている。
電子回路（単純なマイクロコントローラーTMS1100を含む）は、ゲーム機の筐体の中に格納されている。
後にパーカー・ブラザーズは、よりゲーム数の多いMaster Merlinとより珍しいSplit Secondを発売した。Split Secondの全てのゲームは、改良されたディスプレイを使っており、プレイに時間がかかった。そのディスプレイは、点の周囲に線状のセグメントを有していた。
Merlinの単純なボタンの配列とLEDは、6つの異なるゲームのプレイを可能にした。ゲームの一部は、コンピューターあるいは他の人と対戦することができた。以下のゲームを選択することができた。
- Tic tac toe（三目並べ）
- Music machine（ゲームではなく楽器として動作するモード）
- Echo（サイモンと似ている）
- Blackjack 13
- Magic square（ライツアウトに似ている）
- Mindbender（マスターマインドに似ている）

Music machineは楽器として機能する。このモードにおいて、各キーは音符に対応している。音符の並びは記録したり、再生したりできる。
このことは、Merlinを初期の消費者向け電子シンセサイザーというだけでなく、初期のデジタルミュージックシーケンサーの一つにしている。
1978年にMerlinは、ニューズウィーククリスマス号と雑誌ボストン10月号の表紙にミルトン・ブラッドリーのサイモンと一緒に登場した。
アメリカ専門玩具小売業協会（ASTRA）は、Merlinを220万台の販売を記録した1980年のアメリカにおける最も売れた玩具かつゲーム商品（最小管理単位）であるとした。
このゲーム機の寿命の間に500万台以上が売れた。

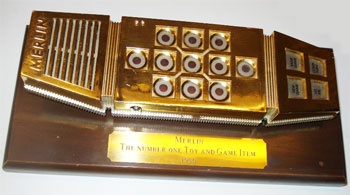

### Merlin: The 10th Quest
1995年にパーカー・ブラザーズは、Merlinを再設計した。Merlin: the 10th Quest（マーリン：10番目の冒険）と呼ばれたさらに挑戦的な一人用ゲーム機になっている。
縦長の筐体などオリジナルのMerlinとある程度似たところはあるものの表示装置は液晶に変わっており、9つのゲームを順にクリアするようになっている。各ゲームをクリアすると、画面の最上部に勝利の証を示すアイコンが表示される。
オリジナルのMerlinの6つのゲームの代わりに以下の9つのゲームが搭載されている。
- Swords & shields（三目並べに似ている）
- Seek the Grail（シェルゲームに似ている）
- Castle keep（0から99まで数値を推測するゲーム）
- Spell bender（神経衰弱のようなゲーム）
- Mindcaster（マスターマインドのようなゲーム）
- Magic Square（ライツアウトのようなゲーム）
- Singing sword
- Ghost walk
- Dragon dance

Singing swordの目的は、画面上の剣を消すために右ボタンを押すことである。間違ったボタンを押すと、剣が現れてしまう。
Ghost walkは、方向パッドで幽霊を画面の中央へ移動させて消滅させる。しかし、幽霊は抵抗することができる。
Dragon danceは、ドラゴンに全方向を囲まれる。
ドラゴンが現れたら、ドラゴンがいる方向に合わせて方向パッドを押してドラゴンを殺す。
最後の3つのゲームは、それぞれ時間を守らないといけない。
全ての9つのゲームを打ち負かすと、Merlinは"Brave knight, the challenge awaits"（勇敢な騎士よ。挑戦が待っている。）と音声で知らせ、10番目の冒険が始まる。
出口へ脱出するためにドラゴンの迷路を通って走ることになる。
最初のラウンドは単純である。しかし、第2ラウンドは、壁が一時的に表示されて消えてしまう。第3ラウンドは見えない壁になっている。
迷路を時間内に解いたら、Merlinは、"Congratulations, you are a master"（おめでとう。あなたはマスターだ。）と言ってドラゴンの迷路を解くのにかかった時間を表示する。